# Červená věž (Litomyšl)
Červená věž je  jediným viditelným dochovaným pozůstatkem pozdně gotického opevnění litomyšlského Horního Města, zvaného též Nové Město. V současnosti (2019) je v ní umístěno Muzeum restaurování a historických technologií.

## Historie
Červená věž byla postavena na přelomu 15. a 16. století při výstavbě opevnění Horního Města. Její nejstarší vyobrazení lze nalézt v Diadochu Bartoloměje Paprockého z Hlohol a Paprocké Vůle, jehož vznik je datován do let 1598–1602. Po požáru Horního Města v roce 1635 hradby i věže a brány opevnění chátraly, neb Horní Město se již neobnovilo. V 18. století bylo do věže vestavěné cihlové schodiště. I následné opravy byly z cihel. 
Doloženým zásadním restaurováním prošla věž během let 1993–1998, kdy byla doplněna o vyhlídkové otevřené dřevěné patro a střechu dle architektů Evy Antošové a Mikuláše Hulce.

## Popis
Jedná se o podsklepený hranol, postavený z lomového kamene, s nárožími vyztuženými opracovanými pískovcovými kvádry. Objekt byl ještě na počátku 20. století rozčleněn na 3 patra, z nichž bylo 1. a 3. patro zaklenuté.
V západním průčelí je viditelný zazděný vstup v místě napojení původních hradeb na věž. Vstup byl zdůrazněn opracovanými kvádry, z nichž několik bylo nahrazeno lomovým kamenem. V horním patře je obdélné okno s kamenným překladem.
Ve východním průčelí je umístěn současný vstup.

## Galerie

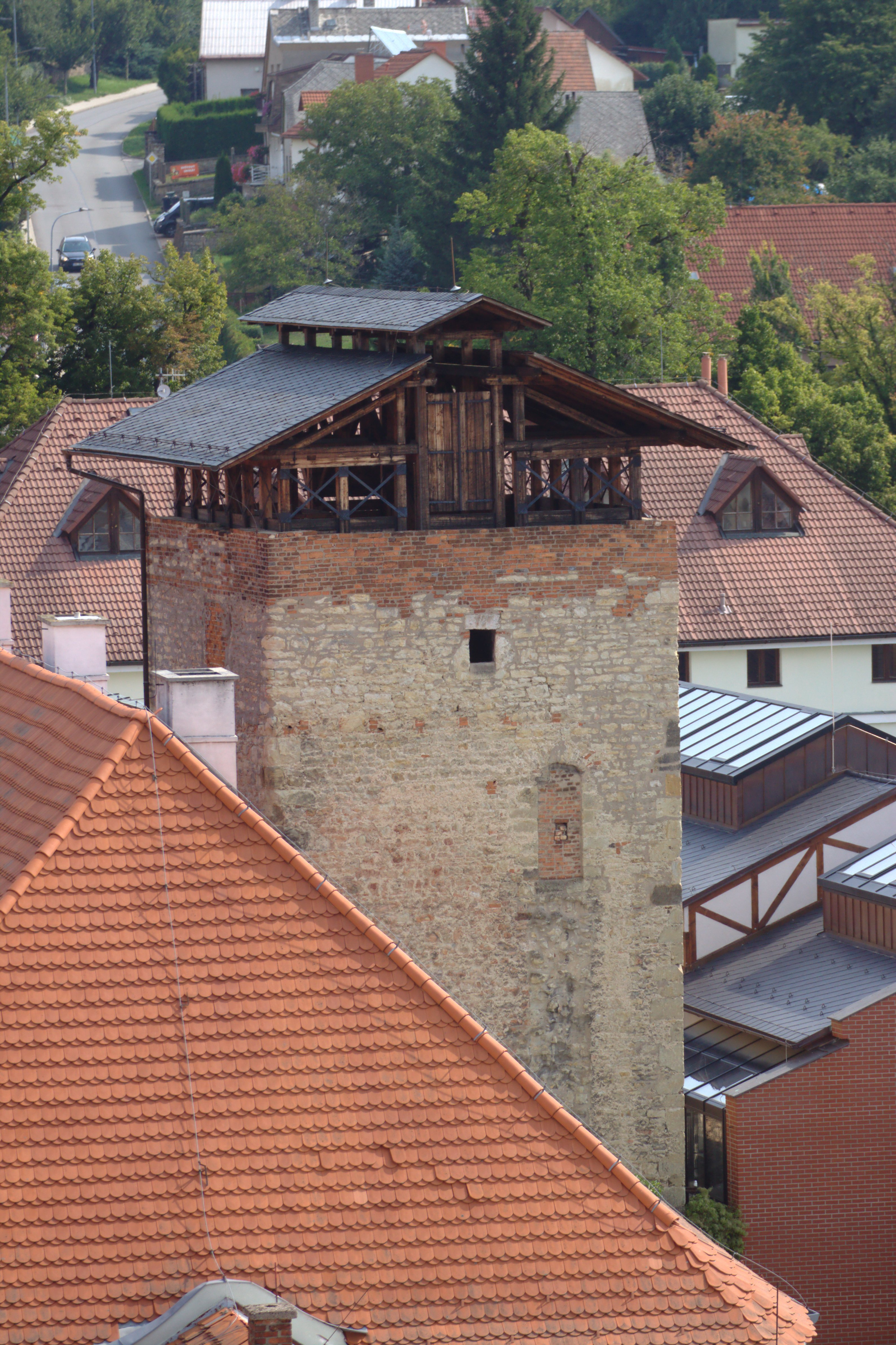
Věž ze střechy kostela Nalezení svatého Kříže
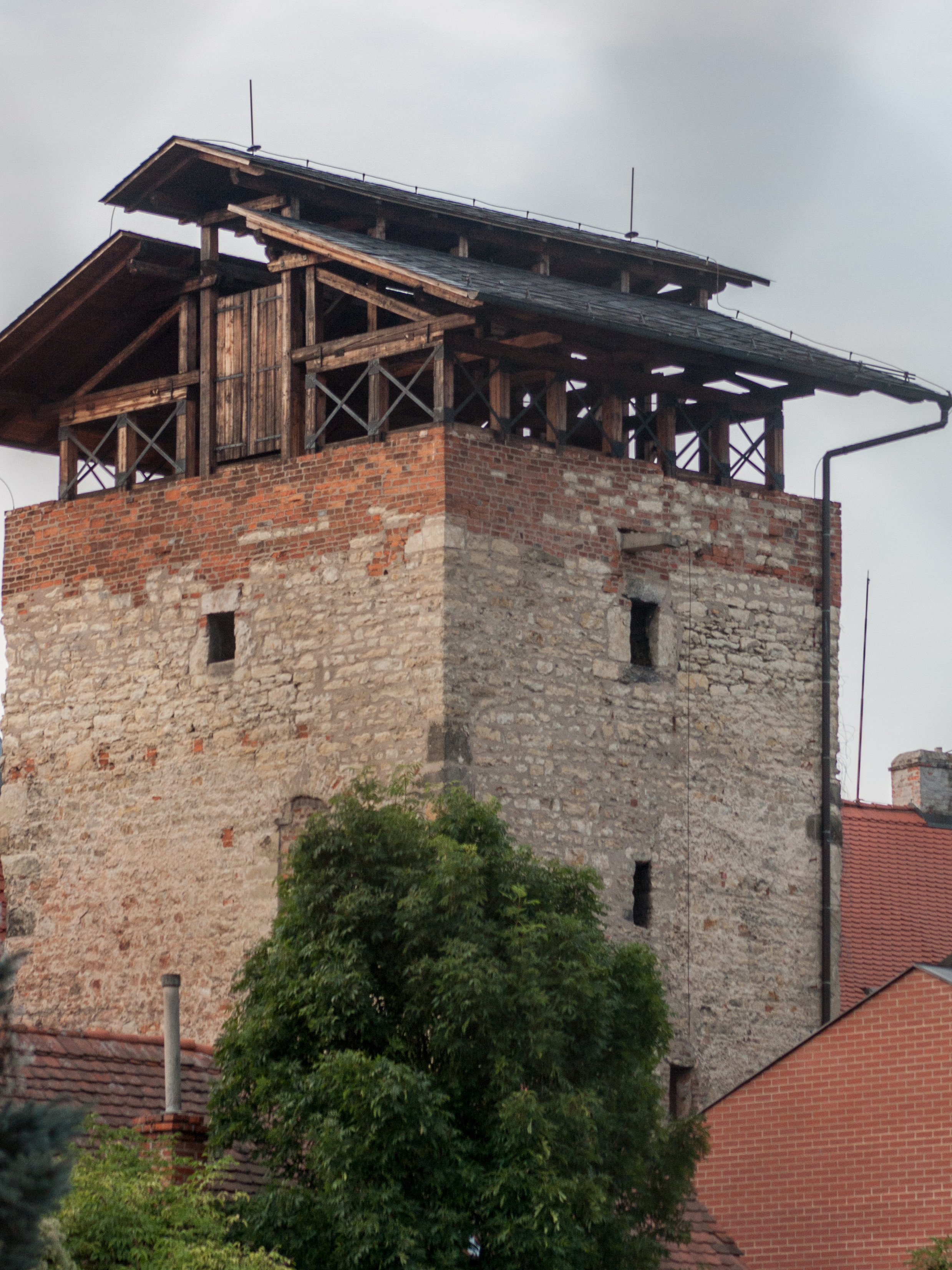
Jihozápadní strana (2019)
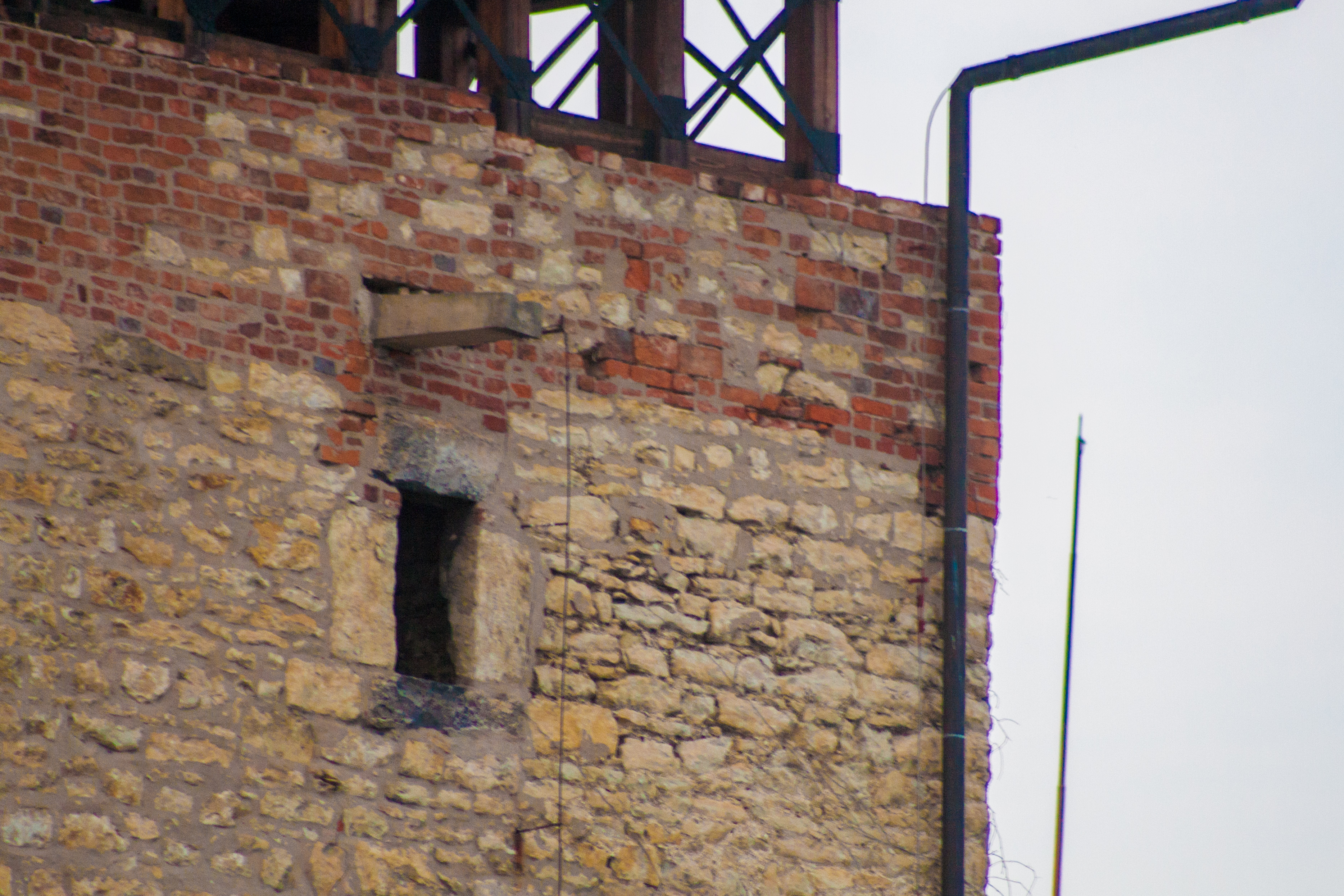
Detail kladky (2019)
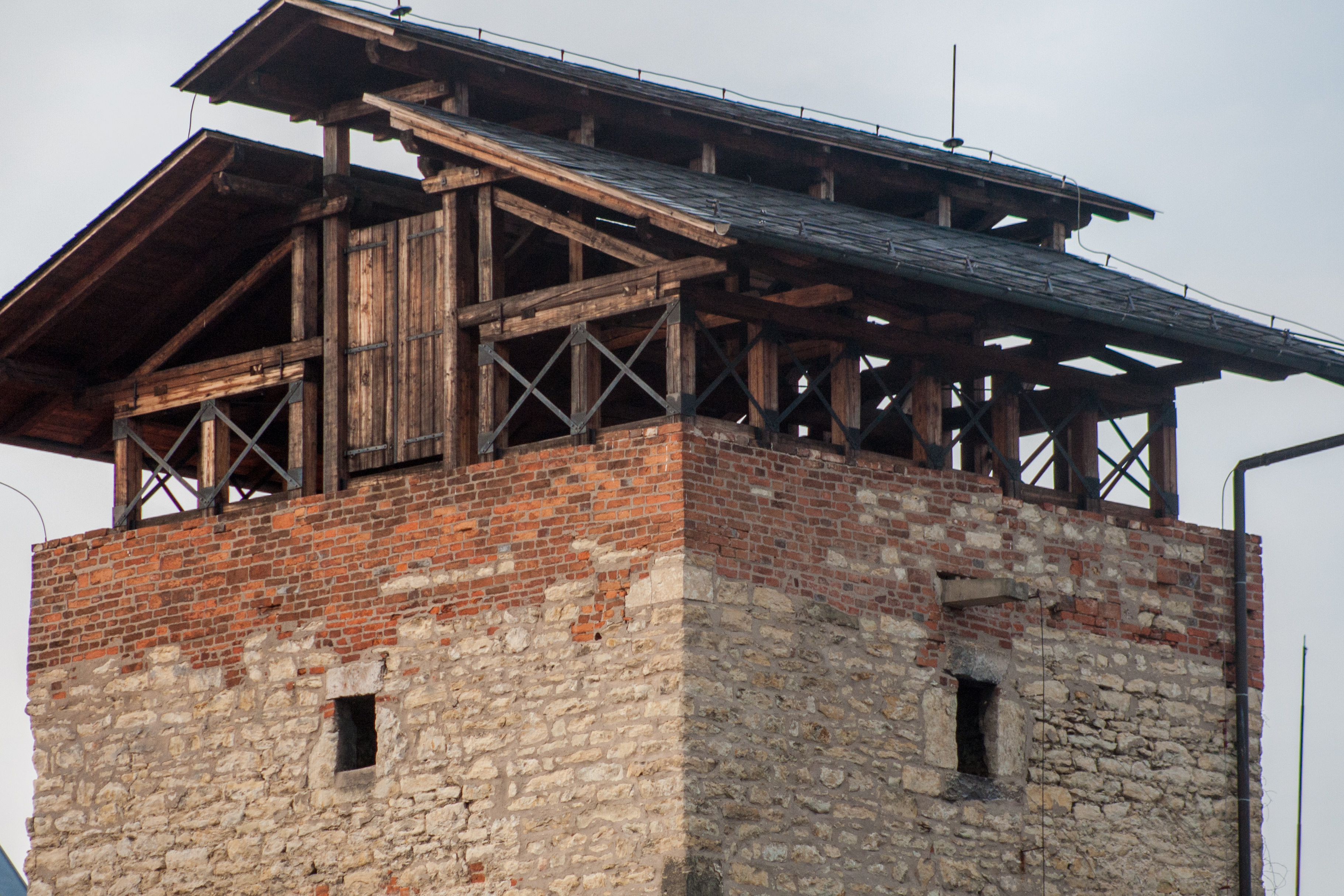
Detail zastřešení (2019)